# SLØJD (blad)
SLØJD var et tidsskrift, der var organ for Danmarks Sløjdlærerforening, efter at denne blev dannet ved sammenlægning af Dansk Sløjdlærerforening og Sløjdforeningen af 1902 i 1978.
Fra 1. juli 2015 er Danmarks Sløjdlærerforening og Danmarks Håndarbejdslærerforening sammenlagt til en ny fælles forening for lærere i håndværk og design, idet sløjd og håndarbejde med virkning fra 2015 er sammenlagt til det nye fag Håndværk og Design.
Bladets forgængere, Sløjdbladet og Dansk Skolesløjd havde holdt et klassisk afdæmpet præg med megen tekst og uden brug af farver. Afløseren, SLØJD, var meget peppet op, og i tidsskriftet Folkeskolens jubilæumsnummer fem år senere, i januar 1983, blev de faglige foreningers 16 forskellige blade anmeldt, og SLØJD blev udnævnt til at være den »største overraskelse blandt de 16«, og det hed bl.a.: »... frapperende anderledes. Smart format, lækker forside, elegant nutidigt lay-out, informative illustrationer og en fin balance mellem teoretisk og praktisk stof ...« – Nu tre årtier senere er den nye stil stadig tidssvarende, farvebillederne er blevet bedre i kvalitet, og bladet henvender sig på indbydende vis til fagkredsen.
Fra 2016 er tidsskriftet SLØJD blevet efterfulgt af det nye tidsskrift Håndværk & Design med Karsten Bjerregaard som redaktør. 

## SLØJD's redaktører
- 1978-1979 Bent Rasmussen, Hammershøj
- 1979-1991 Lars Skibelund, Brabrand
- 1992-1995 Allis Bruun Pedersen, Silkeborg
- 1996-2004 Søren Møller, Hjørring
- 2004-2008 Peter Bjørn From, Frederikshavn
- 2008-2015 Karsten Bjerregaard, Arden